# La Fille du corsaire
Pour plus de détails, voir Fiche technique et Distribution.
La Fille du corsaire (titre original : La figlia del corsaro verde) est un film italien réalisé par Enrico Guazzoni, sorti en 1940.

## Synopsis
Le fils d'un gouverneur espagnol d'Amérique du Sud se porte volontaire pour une mission d'infiltration au sein d'une bande de pirates notoires.

## Fiche technique
- Titre original : La figlia del corsaro verde
- Titre français : La Fille du corsaire
- Réalisation : Enrico Guazzoni
- Scénario : Alessandro De Stefani et Nino Angioletti
- Photographie : Jan Stallich
- Pays d'origine : Royaume d'Italie
- Format : Noir et blanc - 1,37:1 - Mono
- Genre : aventure
- Date de sortie : 1940

## Distribution
- Doris Duranti : Manuela
- Fosco Giachetti : Carlos de la Riva
- Camillo Pilotto : Zampa di ferro
- Mariella Lotti : Isabella
- Enrico Glori : El Rojo
- Sandro Ruffini : Don Luis
- Tina Lattanzi : Donna Mercedes
- Polidor : Golia
- Carmen Navasqués : Carmen, la danzatrice
- Ernesto Almirante : Il precettore delle educante
- Primo Carnera : El Cabezo
- Mario Siletti : Il segretario del governatore
- Nada Fiorelli : Leonora
- Nino Marchesini : Il capitano dell'Esperanza
- Luigi Erminio D'Olivo : Il messo del governatore